# Cannara
Cannara ist eine italienische Gemeinde mit 4171 Einwohnern (Stand 31. Dezember 2023) in der Provinz Perugia in der Region Umbrien.

## Geografie

Die Lage von Cannara in der Provinz Perugia

Die Gemeinde erstreckt sich über rund 33 km², die Einwohnerdichte beträgt etwa 132 Einwohner/km². Die Gemeinde liegt etwa 30 Kilometer südöstlich von Perugia an den Flüssen Clitunno, Teverone und Topino. Die Gemeinde liegt in der klimatischen Einordnung italienischer Gemeinden in der Zone D, 1985 GR/G. Sie gehört zur Gemeinschaft Comunità montana dei Monti Martani, Serano e Subasio.
Einziger Ortsteil (Frazione) ist Collemancio.
Die Nachbargemeinden sind Assisi, Bettona, Bevagna, Gualdo Cattaneo und Spello.

## Geschichte

### Hauptort
Von den Römern Lacus Umber genannt, entstand der Ort 1162 durch den Grafen Conte Valerio Ranieri, der vor Friedrich I. aus Perugia flüchtete. Der Name entstammt dem italienischen Wort Canna (dt. Pfahlrohr bzw. Schilfrohr). Im 13. Jahrhundert wurde der Ort eigenständige Gemeinde und unterstellte sich Perugia, um vor Assisi Schutz zu finden. Dabei unterbrach Perugia die Belagerung des Orts durch Assisi 1291. Die Stadtmauern wurden von Perugia um 1380 ausgebaut. Im Jahr 1424 wurde die Gemeinde Lehen der Familie Baglioni bis 1648, danach war der Ort Teil des Kirchenstaates bis 1861. Nach der Einheit Italiens 1861 stieg die Bevölkerungszahl von ca. 2400 zu ca. 3850 im Jahr 1951. Nach kurzem Tief in den 1970er Jahren stieg die Bevölkerungszahl bis 2010 auf ca. 4300 Einwohner an.

### Ortsteil Collemancio
Collemancio liegt bei 507 Höhenmeter und hat etwa 80 Einwohner. Der Ortsteil liegt rund 5 km südwestlich vom Hauptort und wenige Meter vom antiken Ort Urvium Hortense (Teil der Regio VI Umbria des Augustus) entfernt. Erstmals schriftlich erwähnt wurde der Ort 1224, als Papst Honorius III. den befestigten Ort Collismanci an den Bischof von Assisi vergab. Im 14. Jahrhundert entstand der Palazzo del Podestà und 1377 unterstellte sich der Ort Perugia. Gegenpapst Johannes XXIII. vergab den Ort 1413 an die Trinci, bei denen er bis 1431 verblieb. Die Familie Baglioni aus Cannara übernahm 1436 die Geschicke des Ortes bis 1648, der danach auch weiterhin eng mit Cannara verbunden blieb. Seit 1870 ist Collemancio offiziell Teil der Gemeinde Cannara.

## Wirtschaft
Bekanntestes Produktionsgut des Ortes ist der Wein Colli Martani Vernaccia, ein DOC-Wein sowie die Zwiebel aus Cannara (Cipolla di Cannara).

## Sehenswürdigkeiten

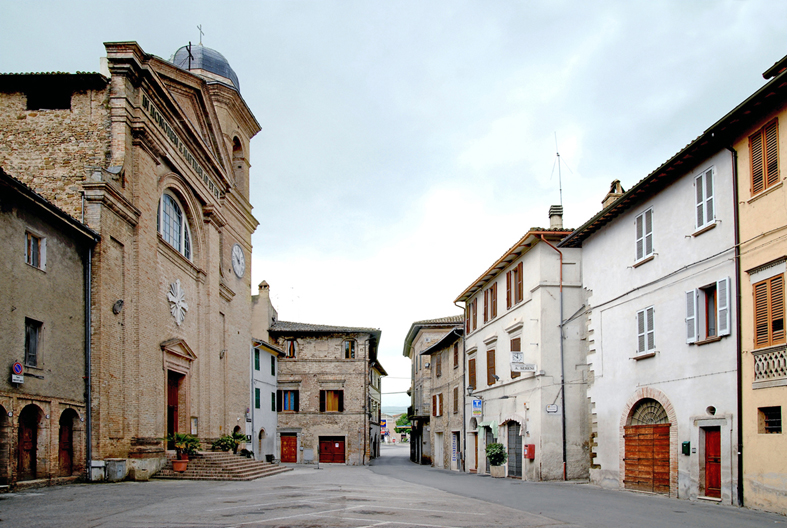
Piazza San Matteo mit der Chiesa parrocchiale di San Matteo

- Chiesa della Buona Morte, Kirche im Ortszentrum. Hier soll der Legende nach 1221 durch Franz von Assisi der Terz’Ordine Francescano (bis 1978 Terzo Ordine Francescano (T.O.F.) genannt, heute Ordo Franciscanus Saecularis) entstanden sein[2].
- Chiesa di San Biagio, bereits 1244 erwähnte Kirche.
- Chiesa di San Giovanni Battista, bereits 1333 dokumentierte Kirche. Enthält das Werk Madonna con Gesù Bambino fra san Giovanni Battista e san Sebastiano von Nicolò Alunno (1482 entstanden, Gemälde auf Holz).
- Chiesa parrocchiale di San Matteo, Kirche aus dem 13. Jahrhundert, die von 1788 bis 1793 umgestaltet wurde. Enthält das Werk Madonna in trono con Gesù Bambino tra san Francesco d’Assisi e san Matteo evangelista des Nicolò Alunno.
- Chiesa di San Sebastiano, bereits 1184 erwähnte Kirche
- Teatro Ettore Thesorieri, 1767 als Teatro del Leone errichtetes Theater. Wurde 1901 nach Ettore Thesorieri (* 6. Juni 1553 in Andria; † 25. November 1638 in Cannara) benannt.

## Veranstaltungen
- Zwiebelfest (Festa della cipolla), findet zu Ehren des Ortspatrons San Matteo jeweils im September statt.
- Festa di San Biagio, Fest zu Ehren des Blasius von Sebaste am 3. Februar.

## Gemeindepartnerschaften
- Montalto Dora, Provinz Turin, Piemont, Italien